# Lawrence Visser
 (juillet 2022).
La mise en forme du texte ne suit pas les recommandations de Wikipédia : il faut le « wikifier ».
Les points d'amélioration suivants sont les cas les plus fréquents. Le détail des points à revoir est peut-être précisé sur la page de discussion.
- Les titres sont pré-formatés par le logiciel. Ils ne sont ni en capitales, ni en gras.
- Le texte ne doit pas être écrit en capitales (les noms de famille non plus), ni en gras, ni en italique, ni en « petit »…
- Le gras n'est utilisé que pour surligner le titre de l'article dans l'introduction, une seule fois.
- L'italique est rarement utilisé : mots en langue étrangère, titres d'œuvres, noms de bateaux, etc.
- Les citations ne sont pas en italique mais en corps de texte normal. Elles sont entourées par des guillemets français : « et ».
- Les listes à puces sont à éviter, des paragraphes rédigés étant largement préférés. Les tableaux sont à réserver à la présentation de données structurées (résultats, etc.).
- Les appels de note de bas de page (petits chiffres en exposant, introduits par l'outil «  Source ») sont à placer entre la fin de phrase et le point final[comme ça].
- Les liens internes (vers d'autres articles de Wikipédia) sont à choisir avec parcimonie. Créez des liens vers des articles approfondissant le sujet. Les termes génériques sans rapport avec le sujet sont à éviter, ainsi que les répétitions de liens vers un même terme.
- Les liens externes sont à placer uniquement dans une section « Liens externes », à la fin de l'article. Ces liens sont à choisir avec parcimonie suivant les règles définies. Si un lien sert de source à l'article, son insertion dans le texte est à faire par les notes de bas de page.
- La présentation des références doit suivre les conventions bibliographiques. Il est recommandé d'utiliser les modèles {{Ouvrage}}, {{Chapitre}}, {{Article}}, {{Lien web}} et/ou {{Bibliographie}}. Le mode d'édition visuel peut mettre en forme automatiquement les références.
- Insérer une infobox (cadre d'informations à droite) n'est pas obligatoire pour parachever la mise en page.

Pour une aide détaillée, merci de consulter Aide:Wikification.
Si vous pensez que ces points ont été résolus, vous pouvez retirer ce bandeau et améliorer la mise en forme d'un autre article.
Lawrence Visser est un arbitre international belge, né le 18 décembre 1989 à Lommel. Il est en catégorie 1 UEFA. Il est l'arbitre le + expérimenté du Championnat de Belgique de football. Il est toujours accompagné de Bram van Driessche, qui est son quatrième arbitre durant les matchs Ligue Europa.  

## Matchs arbitrés en International
- Leicester City Football Club - AEK Athènes FC 2-0 10/12/2020 Ligue Europa

- FC Porto- Manchester City Football Club 0-0  1/12/2020 Ligue des champions de l'UEFA (Quatrième arbitre de Björn Kuipers)

- Irlande - Bulgarie 0-0 18/11/2020 Ligue des nations de l'UEFA[1]

- Berner Sport Club Young Boys - CSKA Sofia 3-0  5/11/2020 Ligue Europa

- Hapoël Beer-Sheva - SK Slavia Prague 3-1  22/10/2020 Ligue Europa

- VfL Wolfsburg - FK Desna Tchernihiv 2-0  24/9/2020 Qualification Ligue Europa

- Luxembourg - Monténégro  0-1  8/9/2020 Ligue des nations de l'UEFA[2]

- Real Madrid - FC Sheriff Tiraspol 1-2 28/9/2021 Ligue des champions de l'UEFA[3]